# Lehrerzimmer

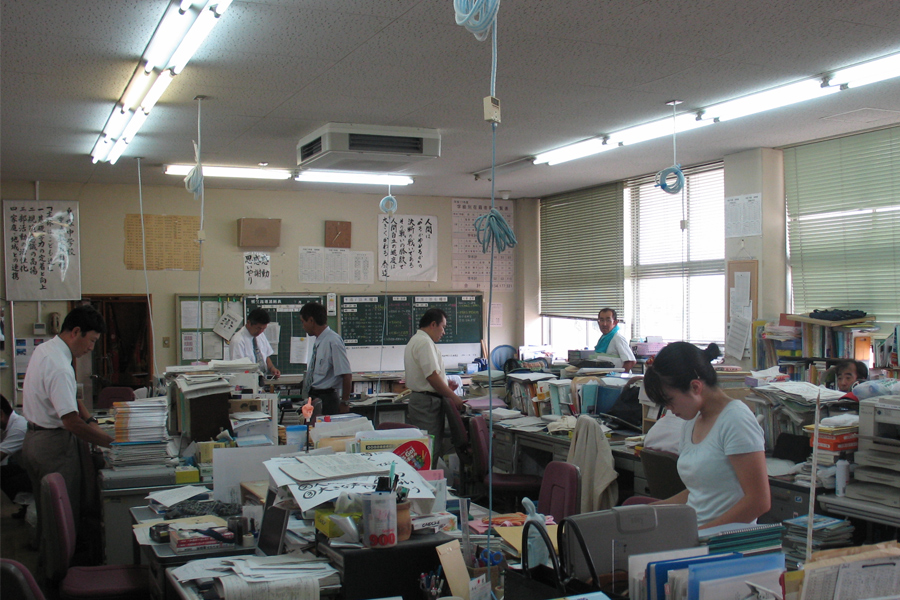
Lehrerzimmer in der Onizuka-Mittelschule in Karatsu, Präfektur Saga, Japan

Das Lehrerzimmer ist der Raum einer Schule, in dem sich die Lehrer während ihrer unterrichtsfreien Zeit aufhalten, in dem sie arbeiten, sich besprechen oder auch Konferenzen abhalten können. In vielen größeren Schulen existieren zwei oder mehr Lehrerzimmer, zum Teil auch nach Fachbereichen getrennt. Oft finden sich auch Lehrerzimmer, die Klassenräumen oder der Sporthalle zugeordnet sind.

## Ausstattung

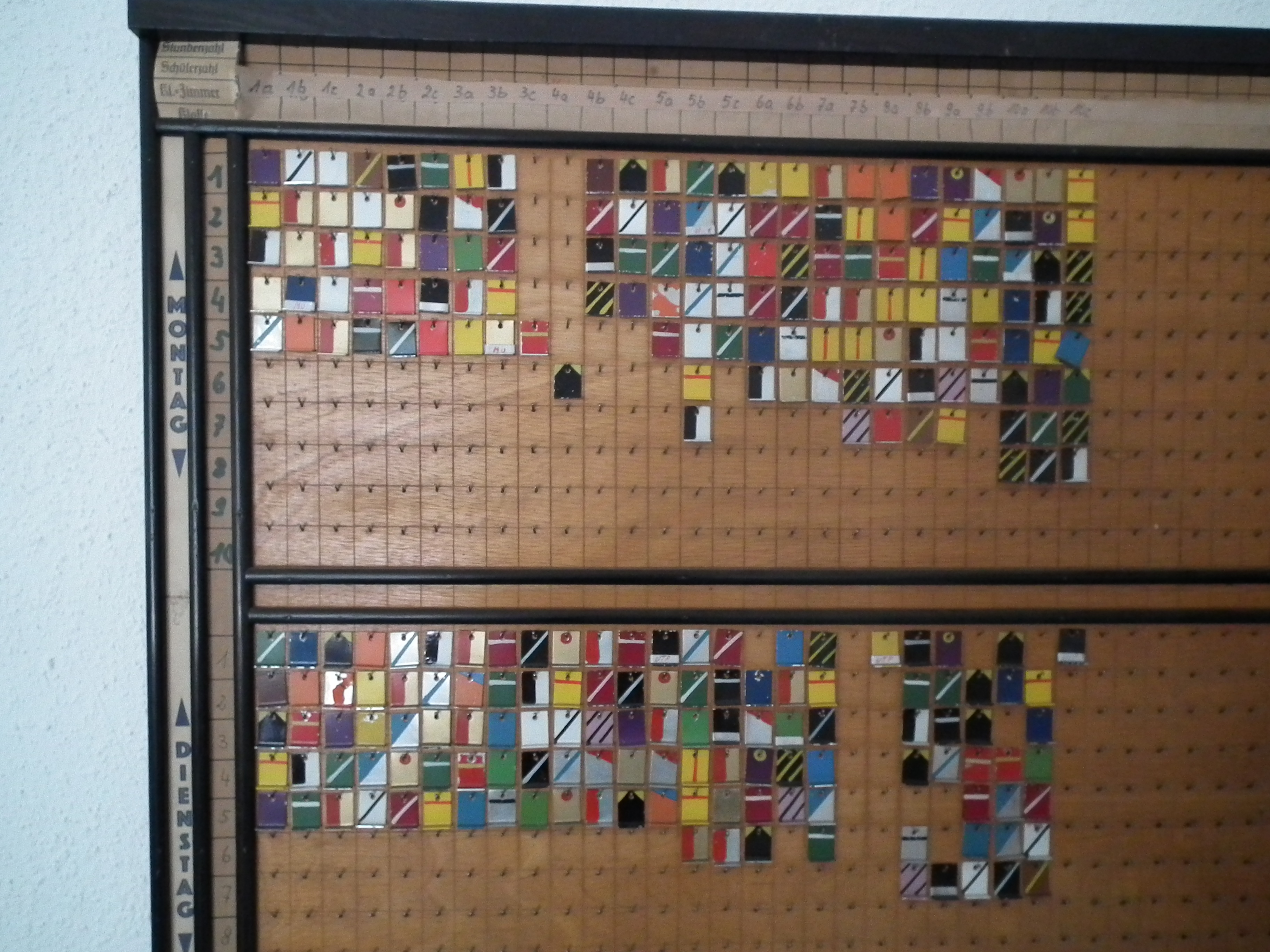
Symbolisierter Stundenplan für Lehrer im Lehrerzimmer einer 10-klassigen POS in der DDR; für jeden Lehrer gibt es Plättchen mit einem Symbol. So weiß jeder, in welcher Klasse er eingesetzt wird oder Vertretung hat.

Neben den üblichen Tischen und Stühlen enthalten die Lehrerzimmer meist eine Wand mit Ablagefächern für jede einzelne Lehrkraft, in welches Nachrichten seitens der Schulleitung und Schulverwaltung eingelegt werden. Allgemeine Mitteilungen der Schulaufsicht werden in manchen Schulen im Amtsblatt im Lehrerzimmer aufbewahrt. Außerdem befindet sich in den Lehrerzimmern ein Mitteilungsbrett, manchmal auch ein symbolisierter Stundenplan.
Meist gibt es eine Telefonanlage und Computer mit angeschlossenem Drucker, eine Bibliothek mit Nachschlagewerken und Schulgesetzen sowie Fachzeitschriften. Des Weiteren sind Lehrerzimmer häufig auch mit Geräten ausgestattet, die der Vorbereitung von Unterrichtsmaterialien oder den leiblichen Bedürfnissen der Lehrer dienen, z. B. eine Kaffeemaschine oder ein Kaffeevollautomat samt Abwaschgelegenheit. Der Kopierer ist oft in einem separaten Raum untergebracht, weil er die Raumluft belastet.

## Nutzung

### Rauchen im Lehrerzimmer
Wenn nicht ein generelles Rauchverbot an der Schule besteht, müssen für Raucher und Nichtraucher aus Fürsorgegründen getrennte Räume geschaffen werden. Ist dies nicht möglich, gilt im Lehrerzimmer das gesetzlich vorgeschriebene Rauchverbot.

### Schüler und Lehrerzimmer
In den meisten Schulen ist es Schülern nicht gestattet, sich allein im Lehrerzimmer aufzuhalten. Das schließt keineswegs aus, dass Schüler unter Aufsicht Einrichtungen dieses Raumes (Kopierer, Vervielfältigungsmaschine, Schneidegerät etc.) außerhalb der Erholungspausen nutzen können.

## Nutzung in den Pausen
Für das Lehrpersonal ist das Lehrerzimmer in den Pausen meist ein hektischer Ort. Trotz der räumlichen Enge wird das Lehrerzimmer aber in der unterrichtsfreien Zeit auch zu Kontakten mit den Kollegen genutzt.

## Lehrerzimmer in der Literatur
Literarisch wurde das Lehrerzimmer von mehreren Autoren thematisiert:
- Walter K. Schweikert: Tatort Lehrerzimmer (Mitteldeutscher Verlag, 1960). Ein real-sozialistischer Erziehungsroman, der in der DDR 1961 und 1964 zwei weitere Auflagen erfuhr.
- Edeltraut Klima: Das himmelblaue Lehrerzimmer (Erich Schmidt Verlag, 1966), ein Jugendroman
- Johannes Guntz (Hrsg.): Schullandschaften (Unionsverlag Zürich, 1988), eine deutsch-schweizerische Literaturanthologie und Textsammlung
- Markus Orths: Lehrerzimmer (Schöffling & Co., Frankfurt/Main 2003, ISBN 3-89561-095-X). In Markus Orths’ Roman ist das literarische „Lehrerzimmer“ Titelmetapher und Haupthandlungsort im erfahrungsgesättigten Satireroman. Hier erfährt der „Held“, als Studienassessor Neumitglied im Lehrerkollegium, Hohlheit, Verlogenheit, Selbst- und Fremdtäuschung deutscher Pädagogen. Der Roman wurde von Rezensenten und Literaturkritikern als „jede Menge amüsanter Irrwitz“ (Kölner Stadt-Anzeiger), „absurde Groteske“ (Frankfurter Allgemeine Zeitung) und „urkomische Satire auf den Schulbetrieb, die drastisch vor Augen führt, was Pisa nur theoretisch umschreibt“ (Focus), ausgelobt.
- Simone Borowiak: Pawlows Kinder (Eichborn, Frankfurt/Main 1999, ISBN 3-8218-0330-4), ein Internatsroman, in dem das „Lehrerzimmer“ als Handlungsstrang eine wichtige, wenn auch nicht die zentrale Rolle spielt
- Ernst Köhler: Lebenszeichen aus Tuttlingen. Notizen über eine Schule in Baden-Württemberg (Rotbuch 233, Berlin 1980, ISBN 3-88022-233-9) – Hier finden sich eher verstreute Hinweise.